# Rallye de Nouvelle-Zélande 1979
Le Rallye de Nouvelle-Zélande 1979 (10th Motorgard Rally of New Zealand), disputé du 14 au 18 juillet 1979, est la soixante-neuvième manche du championnat du monde des rallyes (WRC) courue depuis 1973, et la sixième manche du championnat du monde des rallyes 1979.

## Contexte avant la course

### Le championnat du monde
Ayant succédé en 1973 au championnat international des marques (en vigueur de 1970 à 1972), le championnat du monde des rallyes s'appuie sur les plus célèbres épreuves routières internationales, telles le Rallye Monte-Carlo, le Safari ou le RAC Rally. Parallèlement au championnat des constructeurs, la Commission Sportive Internationale (CSI) a cette année introduit un championnat des pilotes remplaçant la controversée Coupe des conducteurs qui incluait aussi des épreuves de second plan. Le calendrier 1979 comprend douze manches (dont huit européennes), réservées aux voitures des catégories suivantes :
- Groupe 1 : voitures de tourisme de série
- Groupe 2 : voitures de tourisme spéciales
- Groupe 3 : voitures de grand tourisme de série
- Groupe 4 : voitures de grand tourisme spéciales

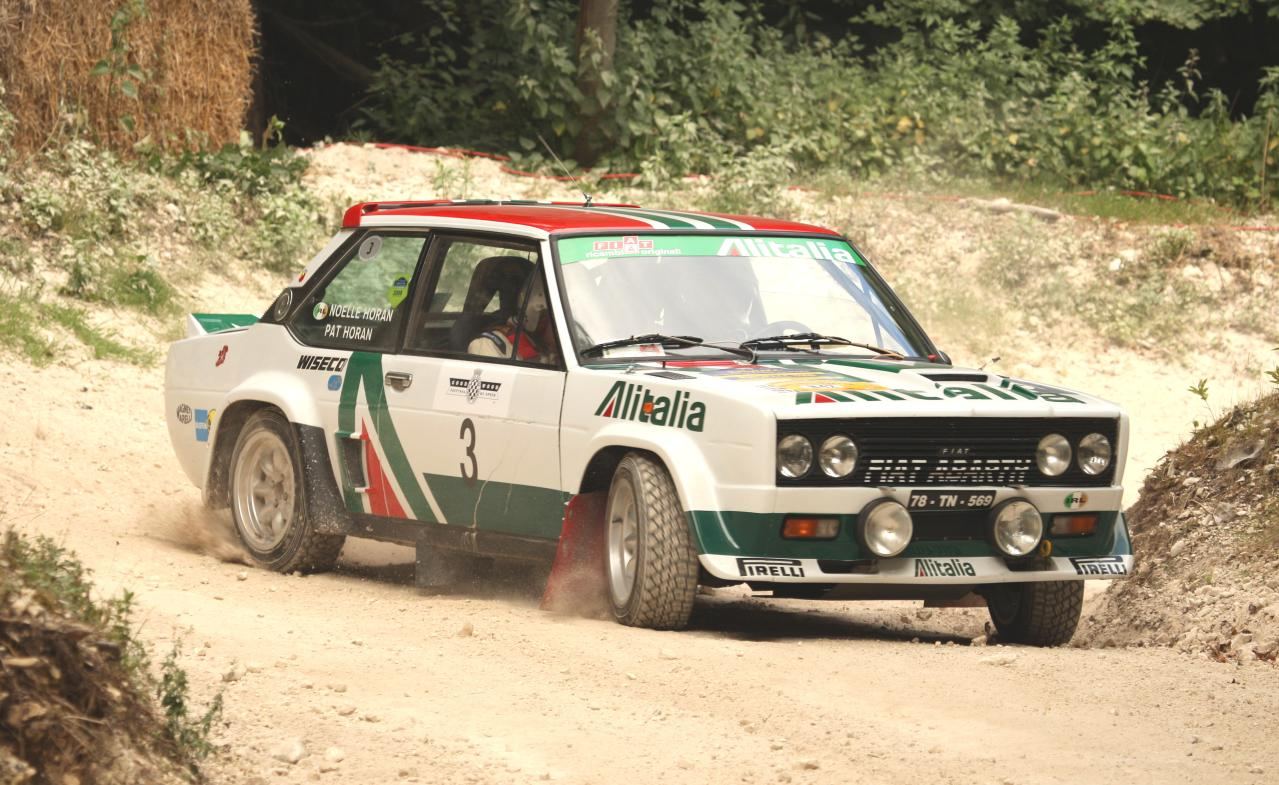
Champion du monde en 1977 et 1978 avec ses 131 Abarth, le constructeur turinois Fiat a réduit son programme 1979.

Fiat, son principal rival, ayant réduit son programme sportif à quelques manches, Ford reste le seul constructeur régulièrement impliqué dans les rallyes mondiaux. Les autres marques s'attachent surtout à participer aux épreuves leur offrant des retombées commerciales, comme Datsun (vainqueur au Safari), Mercedes-Benz ou Peugeot, spécialisés dans les épreuves sur africaines. Titrées de 1974 à 1976, les Lancia Stratos continuent à animer le championnat par le biais des écuries privées, avec notamment l'Écurie Chardonnet qui a permis à Bernard Darniche de s'imposer au Rallye Monte-Carlo. Avant l'épreuve néo-zélandaise, Ford domine les deux championnats, comptant 11 points d'avance sur Datsun au classement des marques, tandis que Björn Waldegård et Hannu Mikkola sont largement en tête au classement des pilotes.

### L'épreuve
Créé en 1969, ce rallye couru en grande majorité sur terre, avait déjà été promu au rang d'épreuve mondiale en 1977. Des différends entre les autorités locales et la FIA avaient cependant entaché le déroulement de la course, qui ne fit plus partie du championnat en 1978. Pour sa dixième édition, la course, empruntant exclusivement les pistes et routes de l'Île du Nord, figure à nouveau au calendrier mondial. L’Écossais Andrew Cowan est le seul pilote à avoir remporté deux fois cette épreuve, en 1972 et 1976.

## Le parcours

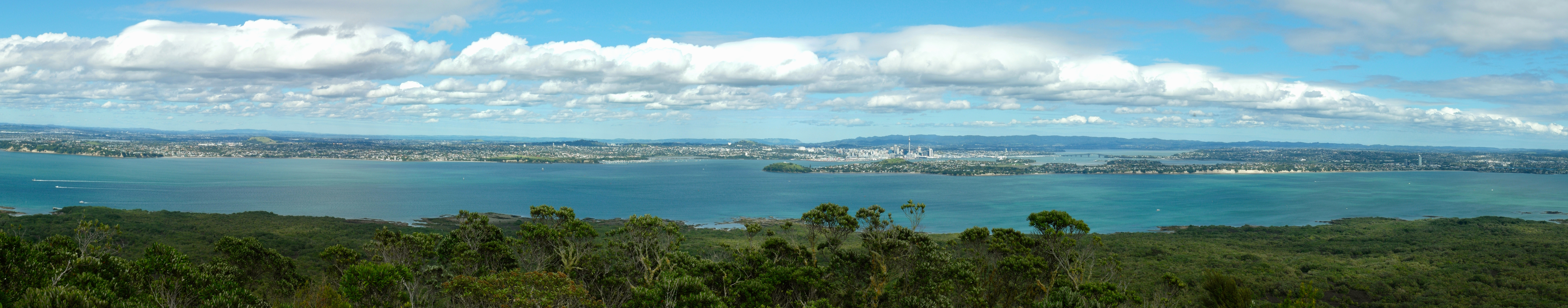
Le site d'Auckland, ville départ et ville d'arrivée du rallye.

- vérifications techniques : 14 juillet 1979 à Auckland
- départ : 15 juillet 1979 d'Auckland
- arrivée : 17 juillet 1979 à Auckland
- inspection technique  des véhicules les mieux classés : 18 juillet 1979 à Auckland
- distance : 2185 km, dont 678,5 km sur 40 épreuves spéciales. (42 épreuves initialement prévues, pour un total de 692,5 km chronométrés)
- surface : asphalte (10%) et terre (90%)
- Parcours divisé en trois étapes[3]

### Première étape
- Auckland - Thames - Tauranga, le 15 juillet
- 14 épreuves spéciales, 126,5 km (15 épreuves initialement prévues, pour un total de 136,6 km)

### Deuxième étape
- Tauranga - Taupo - Taumarunui - New Plymouth, le 16 juillet
- 12 épreuves spéciales, 294,7 km

### Troisième étape
- New Plymouth - Otorohanga - Auckland, du 17 au 18 juillet
- 16 épreuves spéciales, 257,3 km (17 épreuves initialement prévues, pour un total de 261,2 km)

## Les forces en présence
- Ford

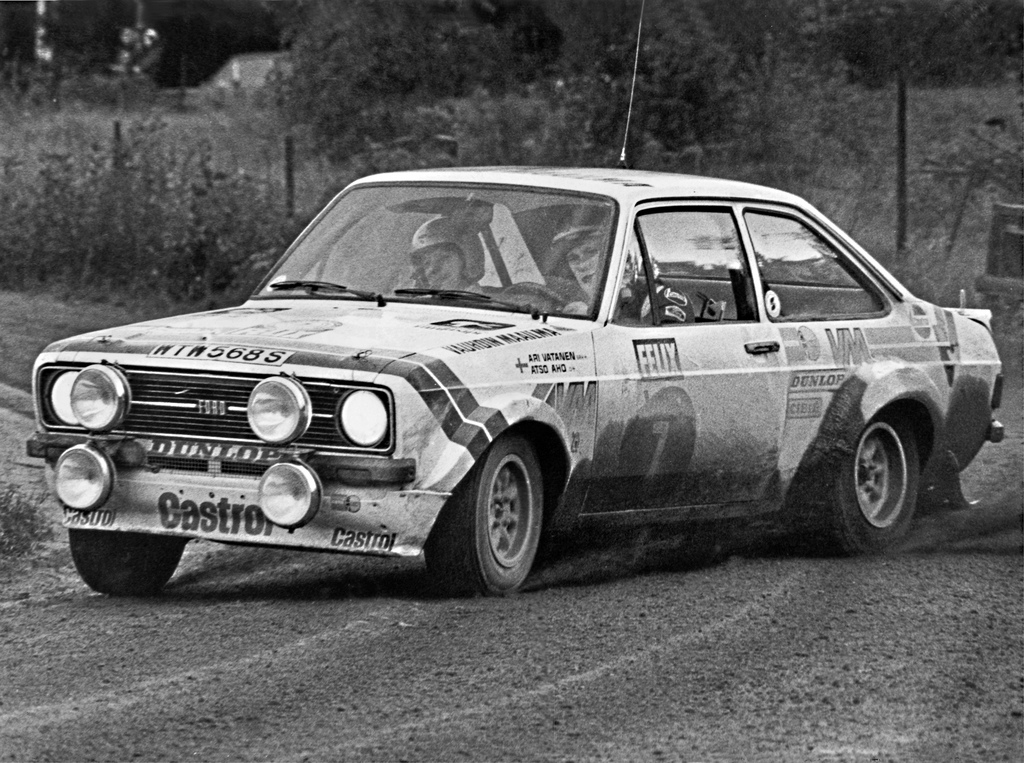
La Ford Escort RS1800 groupe 4 (ici Vatanen en 1978).

L'usine engage deux Escort RS1800 groupe 4, dont une aux couleurs du groupe néo-zélandais Masport pour Hannu Mikkola, la seconde aux couleurs Rothmans pour Ari Vatanen qui effectue ici son retour en championnat après les problèmes vertébraux l'ayant affecté au printemps. Ces voitures pèsent environ une tonne en configuration terre. Elles sont équipées d'un moteur deux litres seize soupapes ; pour cette épreuve l'alimentation par carburateurs a été préférée à l'injection, la puissance restant de l'ordre de 270 chevaux. Les Ford officielles utilisent des pneus Dunlop. Mikkola et Vatanen sont épaulés par les pilotes locaux Blair Robson et Jim Donald, qui disposent de modèles identiques engagés par Masport. De nombreuses Escort privées sont également présentes, les plus en vue étant celles de Paul Adams et de Mike Marshall.
- Vauxhall

Le GM Rally Team a engagé une Chevette HSR groupe 4 (1020 kg, quatre cylindres, 2300 cm3, double arbre à cames en tête, environ 230 chevaux) pour le Finlandais Pentti Airikkala. Trois Chevette privées sont au départ, la plus affûtée étant celle du Néo-Zélandais Steve Murland. Comme les Ford, les Vauxhall sont chaussées de pneus Dunlop.
- Datsun

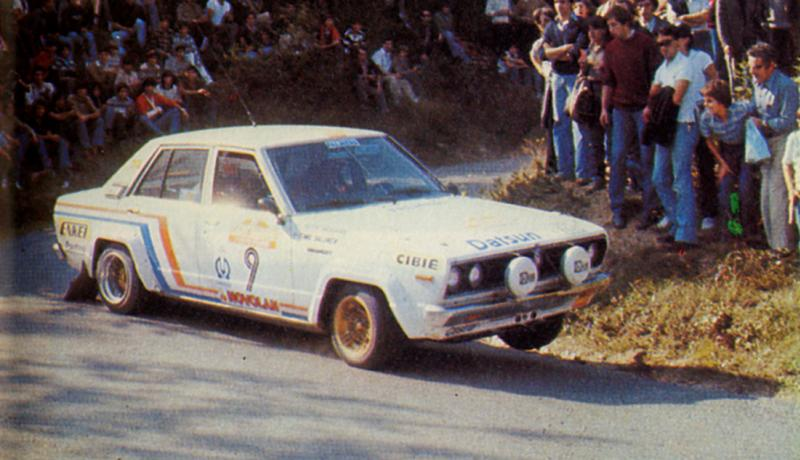
Une Datsun 160J lors d'une épreuve européenne.

Deux berlines 160J PA10 groupe 2 ont été engagées par le Datsun Team Europe, une conduite à gauche pour Timo Salonen et une conduite à droite pour Andy Dawson, également directeur sportif de l'équipe. Disposant d'à peine moins de 200 chevaux, ces robustes voitures peuvent espérer un excellent résultats sur les difficiles pistes de ce rallye. Elles utilisent également les mêmes pneus Dunlop que leurs rivales.
- Mazda

Le Rallye de Nouvelle-Zélande est la seule épreuve de la saison disputée officiellement par la marque. John Woolf dispose d'une RX3 groupe 4, ses coéquipiers Roger Goss et Alan Fergus de RX3 groupe 2. Ces voitures sont équipées d'un moteur rotatif à deux rotors.

## Déroulement de la course

### Première étape
Les 82 équipages partent d'Auckland le dimanche après-midi. Le premier affrontement se déroule sur une piste de stock-cars, dans les faubourgs de la ville, où les concurrents s'élancent deux par deux. Sur cet anneau, Pentti Airikkala se montre le plus rapide au volant de sa Vauxhall Chevette, devant les Ford Escort d'Hannu Mikkola et Ari Vatanen. Airikkala s'impose à nouveau sur le court tronçon asphalté suivant mais dès les premières pistes les Escort s'avèrent plus rapides et Mikkola prend la tête du rallye. Airikkala se maintient quelque temps en seconde position, perdant progressivement du terrain, puis se fait déborder par Vatanen. À la tombée de la nuit, Mikkola compte une trentaine de secondes d'avance, alors que la pluie fait son apparition, rendant impraticable une partie des pistes. Alors qu'il menait le groupe 2 sur sa Datsun, Andy Dawson sort de la route sur une section particulièrement boueuse et perd plus de douze minutes. Les concurrents atteignent Tauranga au milieu de la nuit, Mikkola remportant l'étape avec un peu plus d'une minute d'avance sur son coéquipier Vatanen. Airikkala, troisième, compte déjà quatre minutes de retard ; il est talonné par la Datsun de Timo Salonen, bien revenu, qui a succédé à son coéquipier Dawson (tombé en vingt-et-unième position) en tête du groupe 2.

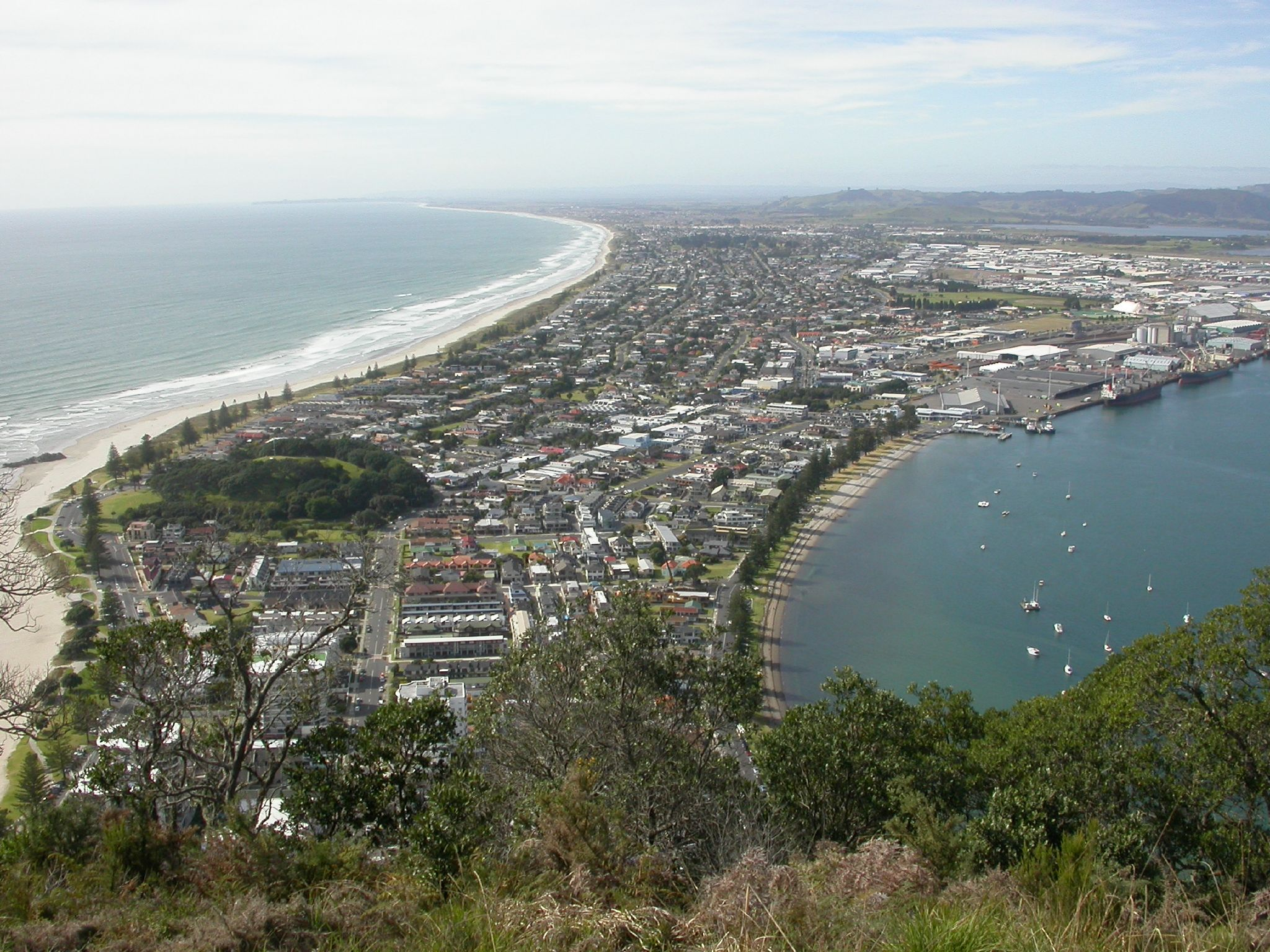
Tauranga, terme de la première étape.

| Pos. | Pilote           | Copilote        | Voiture                   | Groupe | Temps             | Écart           |
| ---- | ---------------- | --------------- | ------------------------- | ------ | ----------------- | --------------- |
| 1    | Hannu Mikkola    | Arne Hertz      | Ford Escort RS1800        | 4      | 1 h 19 min 9 s 6  |                 |
| 2    | Ari Vatanen      | David Richards  | Ford Escort RS1800        | 4      | 1 h 20 min 28 s 8 | + 1 min 09 s 2  |
| 3    | Pentti Airikkala | Rodger Freeth   | Vauxhall Chevette 2300 HS | 4      | 1 h 23 min 12 s 0 | + 4 min 02 s 4  |
| 4    | Timo Salonen     | Seppo Harjanne  | Datsun 160J PA10          | 2      | 1 h 23 min 23 s 4 | + 4 min 13 s 8  |
| 5    | Blair Robson     | Chris Porter    | Ford Escort RS1800        | 4      | 1 h 24 min 43 s 8 | + 5 min 34 s 2  |
| 6    | Paul Adams       | Mike Franchi    | Ford Escort RS1800        | 4      | 1 h 26 min 18 s 6 | + 7 min 09 s 0  |
| 7    | Mike Marshall    | Jeff Beaumont   | Ford Escort RS1800        | 4      | 1 h 27 min 52 s 8 | + 8 min 43 s 2  |
| 8    | Howard Collier   | David Cooke     | Ford Escort RS1800        | 4      | 1 h 28 min 05 s 0 | + 8 min 55 s 4  |
| 9    | John Woolf       | Grant Whittaker | Mazda RX3                 | 2      | 1 h 29 min 13 s 8 | + 10 min 04 s 2 |
| 10   | Alan Fergus      | Roger Croft     | Mazda RX3                 | 2      | 1 h 30 min 35 s 4 | + 11 min 25 s 8 |

### Deuxième étape
Les concurrents repartent de Tauranga le lundi après-midi, en direction de New Plymouth. La première épreuve spéciale, près du circuit de Baypark, emprunte un tunnel en partie inondé, ce qui va entraîner des problèmes d'allumage sur un bon nombre de voitures. Avec un moteur ne tournant plus que sur deux cylindres, Airikkala perd de précieuses secondes ; il est un peu plus loin aveuglé par le soleil rasant sur son pare-brise mouillé et se trompe de parcours, perdant deux places au classement général au profit de Salonen et Robson (Ford Escort). Les épreuves suivantes se déroulent de nuit, sur des pistes difficiles et de nombreux équipages vont abandonner avant d'atteindre Taupo. Airikkala fait partie des malchanceux, une panne électrique immobilisant sa Vauxhall dans la forêt. Les deux Ford officielles continuent à dominer la course, mais Mikkola comme Vatanen commencent à être gênés par des joints de culasse endommagés. Mikkola ne perd pas trop de temps, se contentant de rajouter régulièrement de l'eau dans le circuit de refroidissement ; pour Vatanen, c'est plus grave, son moteur ne tournant plus que sur trois cylindres. Au dernier point d'assistance avant New Plymouth, l'assistance Ford procède au démontage des culasses et réussit l'opération sans trop pénaliser les pilotes, qui parviennent à conserver leurs deux premières places à l'arrivée de l'étape. Derrière, la troisième place est très disputée entre l'escort d'Adams et la Datsun de Salonen, toujours largement en tête du groupe 2, alors que son coéquipier Dawson a effectué une belle remontée à la sixième place, juste derrière Robson.
| Pos. | Pilote        | Copilote       | Voiture                   | Groupe | Temps             | Écart           |
| ---- | ------------- | -------------- | ------------------------- | ------ | ----------------- | --------------- |
| 1    | Hannu Mikkola | Arne Hertz     | Ford Escort RS1800        | 4      | 4 h 29 min 19 s 2 |                 |
| 2    | Ari Vatanen   | David Richards | Ford Escort RS1800        | 4      | 4 h 37 min 9 s 6  | + 7 min 50 s 4  |
| 3    | Paul Adams    | Mike Franchi   | Ford Escort RS1800        | 4      | 4 h 42 min 49 s 8 | + 13 min 30 s 6 |
| 4    | Timo Salonen  | Seppo Harjanne | Datsun 160J PA10          | 2      | 4 h 42 min 54 s 6 | + 13 min 35 s 4 |
| 5    | Blair Robson  | Chris Porter   | Ford Escort RS1800        | 4      | 4 h 43 min 37 s 8 | + 14 min 18 s 6 |
| 6    | Andy Dawson   | Kevin Gormley  | Datsun 160J PA10          | 2      | 4 h 54 min 59 s 4 | + 25 min 40 s 2 |
| 7    | David Parkes  | Stuart Green   | Ford Escort RS1600        | 2      | 5 h 04 min 10 s 8 | + 34 min 51 s 6 |
| 8    | Alan Fergus   | Roger Croft    | Mazda RX3                 | 2      | 5 h 06 min 26 s 4 | + 37 min 07 s 2 |
| 9    | Shane Murland | Peter Parnell  | Vauxhall Chevette 2300 HS | 4      | 5 h 06 min 48 s 6 | + 37 min 29 s 4 |
| 10   | Brian Green   | Robert Orr     | Ford Escort RS1800        | 4      | 5 h 12 min 40 s 2 | + 43 min 21 s 0 |

### Troisième étape

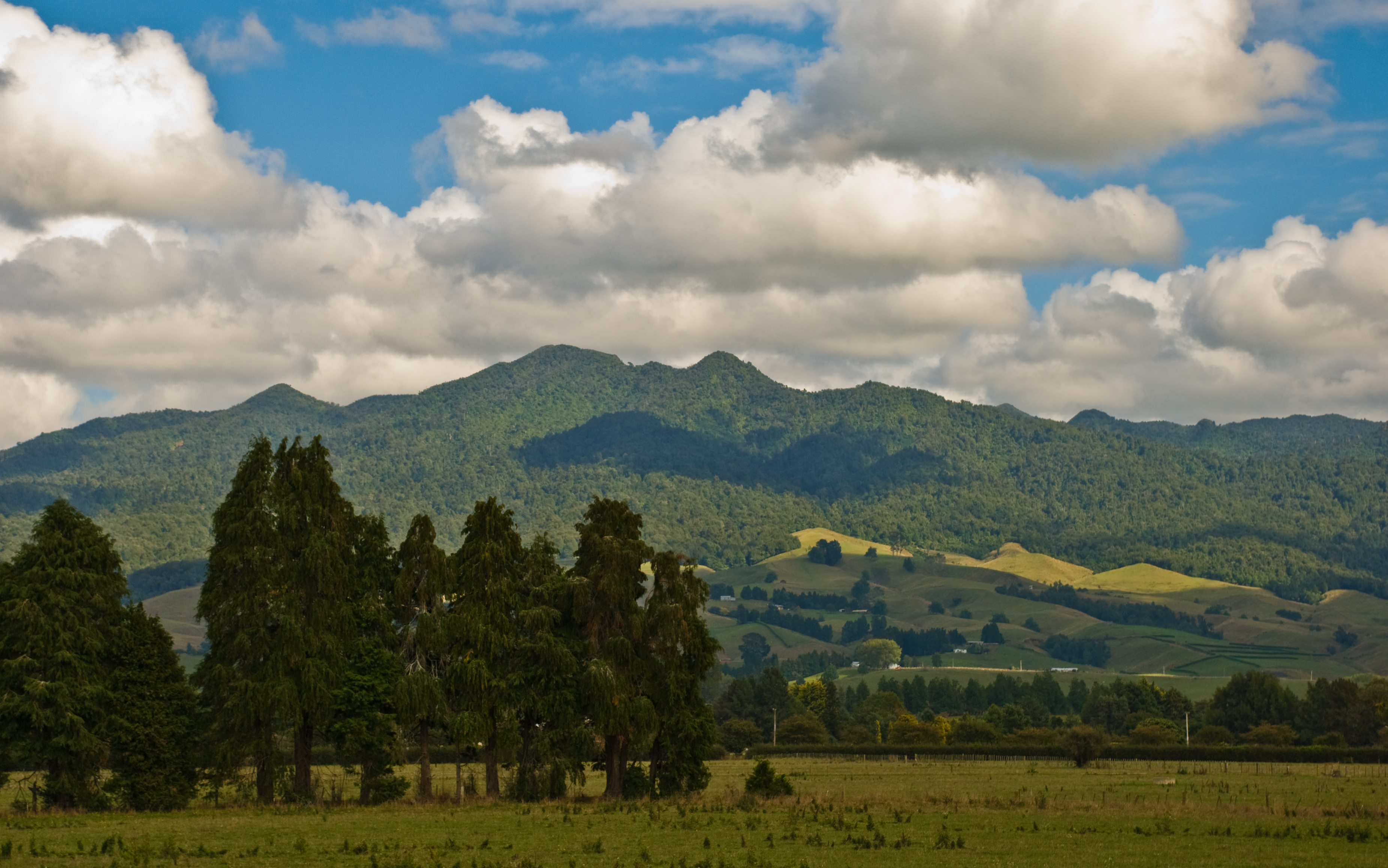
Le secteur du mont Pirongia, une des dernières difficultés de l'épreuve.

La dernière étape, ramenant les équipages à Auckland, est la plus difficile. Le départ a lieu le mardi matin, pour un périple d'une vingtaine d'heures. Mikkola et Vatanen dominent toujours la course et l'on semble se diriger vers un succès des Ford officielles lorsque, dans le secteur du mont Pirongia, la deuxième Escort recommence à perdre de l'eau. Malgré des appoints réguliers, le moteur chauffe, ne tourne plus que sur deux cylindres et c'est à allure très réduite que Vatanen tente de continuer. L'équipage va finalement parvenir à rallier Auckland, mais seulement en quatrième position, avec plus de vingt minutes de retard sur Mikkola, qui a dominé la quasi-totalité de l’épreuve. Adams ayant été fortement ralenti à cause d'un embrayage défectueux, c'est Salonen qui termine en deuxième position, premier du groupe 2, Robson prenant la troisième place. Cependant, le contrôle technique effectué après la course bouleversera quelque peu ce classement...
| Pos. | Pilote          | Copilote       | Voiture                   | Groupe | Temps             | Écart               |
| ---- | --------------- | -------------- | ------------------------- | ------ | ----------------- | ------------------- |
| 1    | Hannu Mikkola   | Arne Hertz     | Ford Escort RS1800        | 4      | 8 h 05 min 46 s 8 |                     |
| 2    | Timo Salonen    | Seppo Harjanne | Datsun 160J PA10          | 2      | 8 h 22 min 18 s 6 | + 16 min 31 s 8     |
| 3    | Blair Robson    | Chris Porter   | Ford Escort RS1800        | 4      | 8 h 27 min 03 s 0 | + 21 min 16 s 2     |
| 4    | Ari Vatanen     | David Richards | Ford Escort RS1800        | 4      | 8 h 29 min 40 s 8 | + 23 min 54 s 0     |
| 5    | Paul Adams      | Mike Franchi   | Ford Escort RS1800        | 4      | 8 h 29 min 54 s 0 | + 24 min 07 s 2     |
| 6    | Andy Dawson     | Kevin Gormley  | Datsun 160J PA10          | 2      | 8 h 36 min 45 s 0 | + 30 min 58 s 2     |
| 7    | Shane Murland   | Peter Parnell  | Vauxhall Chevette 2300 HS | 4      | 9 h 04 min 23 s 4 | + 58 min 36 s 6     |
| 8    | David Parkes    | Stuart Green   | Ford Escort RS1600        | 2      | 9 h 09 min 34 s 2 | + 1 h 03 min 37 s 4 |
| 9    | Brian Green     | Robert Orr     | Ford Escort RS1800        | 4      | 9 h 12 min 36 s 6 | + 1 h 06 min 49 s 8 |
| 10   | Roger Goss      | Colin Green    | Mazda RX3                 | 2      | 9 h 26 min 15 s 0 | + 1 h 20 min 28 s 2 |
| 11   | Malcolm Stewart | Doug Parkhill  | Ford Escort Mexico        | 2      | 9 h 27 min 21 s 0 | + 1 h 21 min 34 s 2 |
| 12   | Bob Robb        | Malcolm Kevin  | Datsun Violet 710         | 2      | 9 h 37 min 33 s 0 | + 1 h 31 min 46 s 2 |

### L'affaire Datsun
Le mercredi, quelques heures après l'arrivée, les commissaires techniques sont chargés d'examiner les voitures les mieux classées de chaque catégorie, dont les deux Datsun officielles. Toutefois, les mécaniciens japonais n'acceptent pas d'ouvrir les moteurs lorsque l'injonction leur en est faite, arguant qu'ils ne peuvent effectuer cette opération sans accord préalable de l'usine. À la fois pilote et responsable du « Datsun Team Europe », Andy Dawson est rappelé alors qu'il s'apprêtait à prendre l'avion du retour. En accord avec un haut responsable au Japon, la décision est prise de ne pas ouvrir les blocs sur place, mais seulement en usine après mise sous scellés, la raison invoquée étant la volonté de ne pas dévoiler certaines pièces prototypes, pourtant homologuées. Ce refus va entraîner la disqualification des deux Datsun de Salonen et Dawson, la seconde place revenant finalement au Néo-Zélandais Robson, son compatriote Parkes, également sur Ford Escort, héritant de la victoire en groupe 2.
Des années plus tard, Dawson confessera que le chef mécanicien de l'usine lui avait révélé, lors de l'opération de contrôle des voitures, que les préparateurs avaient mariés des blocs et vilebrequins de la dernière spécification avec des pistons de la génération précédente, donnant une cylindrée de 2130 cm3 alors que ces voitures étaient homologuées en classe « moins de deux litres » ! La faute ne pouvant échapper aux commissaires techniques, l'usine avait alors opté pour un refus de démontage des blocs.

### Classement officiel
| Pos | No | Pilote          | Copilote       | Voiture                   | Temps             | Écart               | Groupe |
| --- | -- | --------------- | -------------- | ------------------------- | ----------------- | ------------------- | ------ |
| 1   | 1  | Hannu Mikkola   | Arne Hertz     | Ford Escort RS1800        | 8 h 05 min 46 s 8 |                     | 4      |
| 2   | 5  | Blair Robson    | Chris Porter   | Ford Escort RS1800        | 8 h 27 min 03 s 0 | + 21 min 16 s 2     | 4      |
| 3   | 3  | Ari Vatanen     | David Richards | Ford Escort RS1800        | 8 h 29 min 40 s 8 | + 23 min 54 s 0     | 4      |
| 4   | 9  | Paul Adams      | Mike Franchi   | Ford Escort RS1800        | 8 h 29 min 54 s 0 | + 24 min 07 s 2     | 4      |
| 5   | 29 | Shane Murland   | Peter Parnell  | Vauxhall Chevette 2300 HS | 9 h 04 min 23 s 4 | + 58 min 36 s 6     | 4      |
| 6   | 19 | David Parkes    | Stuart Green   | Ford Escort RS1600        | 9 h 09 min 34 s 2 | + 1 h 03 min 37 s 4 | 2      |
| 7   | 16 | Brian Green     | Robert Orr     | Ford Escort RS1800        | 9 h 12 min 36 s 6 | + 1 h 06 min 49 s 8 | 4      |
| 8   | 27 | Roger Goss      | Colin Green    | Mazda RX3                 | 9 h 26 min 15 s 0 | + 1 h 20 min 28 s 2 | 2      |
| 9   | 30 | Malcolm Stewart | Doug Parkhill  | Ford Escort Mexico        | 9 h 27 min 21 s 0 | + 1 h 21 min 34 s 2 | 2      |
| 10  | 26 | Bob Robb        | Malcolm Kevin  | Datsun Violet 710         | 9 h 37 min 33 s 0 | + 1 h 31 min 46 s 2 | 2      |

### Hommes de tête
- ES1 à ES2 :  Pentti Airikkala -  Rodger Freeth (Vauxhall Chevette 2300 HS)
- ES3 à ES42 :  Hannu Mikkola -  Arne Hertz (Ford Escort RS1800)

### Vainqueurs d'épreuves spéciales
- Hannu Mikkola -  Arne Hertz (Ford Escort RS1800) : 22 spéciales (ES 3, 5, 6, 8 à 10, 13 à 15, 17, 19 à 25, 27, 31, 33, 34, 36)
- Ari Vatanen -  David Richards (Ford Escort RS1800) : 8 spéciales (ES 11, 12, 23, 26, 28, 29, 32, 35)
- Paul Adams -  Mike Franchi (Ford Escort RS1800) : 7 spéciales (ES 16, 30, 37 à 40, 42)
- Pentti Airikkala -  Rodger Freeth (Vauxhall Chevette 2300 HS) : 3 spéciales (ES 1, 2, 18)
- Andy Dawson -  Kevin Gormley (Datsun 160J PA10) : 2 spéciales (ES 16, 40)
- Blair Robson -  Chris Porter (Ford Escort RS1800) : 1 spéciale (ES 4)

## Résultats des principaux engagés
| No | Pilote           | Copilote        | Voiture                   | Groupe | Classement général                              | Class. groupe |
| -- | ---------------- | --------------- | ------------------------- | ------ | ----------------------------------------------- | ------------- |
| 1  | Hannu Mikkola    | Arne Hertz      | Ford Escort RS1800        | 4      | 1er                                             | 1er           |
| 2  | Pentti Airikkala | Rodger Freeth   | Vauxhall Chevette 2300 HS | 4      | ab. dans la 19e spéciale (électricité)          | -             |
| 3  | Ari Vatanen      | David Richards  | Ford Escort RS1800        | 4      | 3e à 23 min 54 s 0                              | 3e            |
| 4  | Timo Salonen     | Seppo Harjanne  | Datsun 160J PA10          | 2      | exclu (non présentation au contrôle technique)  | -             |
| 5  | Blair Robson     | Chris Porter    | Ford Escort RS1800        | 4      | 2e à 16 min 31 s 8                              | 2e            |
| 6  | Andy Dawson      | Kevin Gormley   | Datsun 160J PA10          | 2      | exclu (non présentation au contrôle technique ) | -             |
| 7  | Jim Donald       | Kevin Lancaster | Ford Escort RS1800        | 4      | ab. dans la 17e spéciale (bielle)               | -             |
| 9  | Paul Adams       | Mike Franchi    | Ford Escort RS1800        | 4      | 4e à 24 min 07 s 2                              | 4e            |
| 10 | John Woolf       | Grant Whittaker | Mazda RX3                 | 4      | ab. dans la 19e spéciale (pont arrière)         | -             |
| 11 | Mike Marshall    | Jeff Beaumont   | Ford Escort RS1800        | 4      | ab. dans la 21e spéciale (joint de culasse)     | -             |
| 12 | Howard Collier   | David Cooke     | Ford Escort RS1800        | 4      | ab. dans la 19e spéciale (joint de culasse)     | -             |
| 15 | Tony Teesdale    | Gary Smith      | Ford Escort RS1800        | 2      | ab. dans la 17e spéciale (demi-arbre)           | -             |
| 16 | Brian Green      | Robert Orr      | Ford Escort RS1800        | 4      | 7e à 1 h 06 min 49 s 8                          | 6e            |
| 19 | David Parkes     | Stuart Green    | Ford Escort RS1600        | 2      | 6e à 1 h 03 min 37 s 4                          | 1er           |
| 26 | Bob Robb         | Malcolm Kevin   | Datsun Violet 710         | 2      | 10e à 1 h 31 min 46 s 2                         | 4e            |
| 27 | Roger Goss       | Colin Green     | Mazda RX3                 | 2      | 8e à 1 h 20 min 28 s 2                          | 2e            |
| 28 | Alfred Goldsbury | Russell Thomson | Fiat 131 Racing           | 1      | 11e à 1 h 32 min 45 s 0                         | 1er           |
| 29 | Shane Murland    | Peter Parnell   | Vauxhall Chevette 2300 HS | 4      | 5e à 58 min 36 s 6                              | 5e            |
| 30 | Malcolm Stewart  | Doug Parkhill   | Ford Escort Mexico        | 2      | 9e à 1 h 21 min 34 s 2                          | 3e            |
| 35 | Alan Fergus      | Roger Croft     | Mazda RX3                 | 2      | ab. après la 38e spéciale (hors délai)          | -             |

## Classements des championnats à l'issue de la course

### Constructeurs
- attribution des points : 10, 9, 8, 7, 6, 5, 4, 3, 2, 1 respectivement aux dix premières marques de chaque épreuve, additionnés de 8, 7, 6, 5, 4, 3, 2, 1 respectivement aux huit premières de chaque groupe (seule la voiture la mieux classée de chaque constructeur marque des points). Les points de groupe ne sont attribués qu'aux concurrents ayant terminé dans les dix premiers au classement général.
- seuls les sept meilleurs résultats (sur douze épreuves) sont retenus pour le décompte final des points.

| Pos. | Marque        | Points | M-C  | SUE  | POR  | SAF  | ACR  | NZL  | FIN | QUE | SAN | COR | RAC | BAN |
| ---- | ------------- | ------ | ---- | ---- | ---- | ---- | ---- | ---- | --- | --- | --- | --- | --- | --- |
| 1    | Ford          | 86     | 9+7  | 9+7  | 10+8 | -    | 10+8 | 10+8 |     |     |     |     |     |     |
| 2    | Datsun        | 63     | -    | 2+6  | 7+7  | 10+8 | 9+8  | 1+5  |     |     |     |     |     |     |
| 3    | Fiat          | 41     | 8+6  | 7+5  | -    | 8+7  | -    | -    |     |     |     |     |     |     |
| 4    | Vauxhall      | 24     | -    | 8+6  | -    | -    | -    | 6+4  |     |     |     |     |     |     |
| 4=   | Renault       | 24     | 3+8  | -    | -    | -    | 7+6  | -    |     |     |     |     |     |     |
| 6    | Opel          | 22     | -    | 5+8  | 3+6  | -    | -    | -    |     |     |     |     |     |     |
| 7    | Lancia        | 18     | 10+8 | -    | -    | -    | -    | -    |     |     |     |     |     |     |
| 7=   | Saab          | 18     | -    | 10+8 | -    | -    | -    | -    |     |     |     |     |     |     |
| 9    | Mercedes-Benz | 17     | -    | -    | -    | 9+8  | -    | -    |     |     |     |     |     |     |
| 10   | Toyota        | 16     | -    | -    | 8+8  | -    | -    | -    |     |     |     |     |     |     |
| 11   | Audi          | 11     | -    | -    | 5+6  | -    | -    | -    |     |     |     |     |     |     |
| 12   | Mazda         | 10     | -    | -    | -    | -    | -    | 3+7  |     |     |     |     |     |     |
| 13   | Porsche       | 8      | 5+3  | -    | -    | -    | -    | -    |     |     |     |     |     |     |
| 14   | Škoda         | 6      | -    | -    | -    | -    | 3+3  | -    |     |     |     |     |     |     |
| 14=  | Volvo         | 6      | -    | 1+5  | -    | -    | -    | -    |     |     |     |     |     |     |
| 16   | Lada          | 4      | -    | -    | -    | -    | 2+2  | -    |     |     |     |     |     |     |

### Pilotes
- attribution des points : 20, 15, 12, 10, 8, 6, 4, 3, 2, 1 respectivement aux dix premiers de chaque épreuve.
- seuls les sept meilleurs résultats (sur douze épreuves) sont retenus pour le décompte final des points.

| Pos. | Pilote              | Marque               | Points | M-C | SUE | POR | SAF | ACR | NZL | FIN | QUE | SAN | COR | RAC | BAN |
| ---- | ------------------- | -------------------- | ------ | --- | --- | --- | --- | --- | --- | --- | --- | --- | --- | --- | --- |
| 1    | Hannu Mikkola       | Ford, Mercedes-Benz¹ | 71     | 8   | 8   | 20  | 15¹ | -   | 20  |     |     |     |     |     |     |
| 1=   | Björn Waldegård     | Ford, Mercedes-Benz¹ | 71     | 15  | 15  | 15  | 6¹  | 20  | -   |     |     |     |     |     |     |
| 3    | Markku Alén         | Fiat                 | 34     | 12  | 10  | -   | 12  | -   | -   |     |     |     |     |     |     |
| 4    | Bernard Darniche    | Lancia               | 20     | 20  | -   | -   | -   | -   | -   |     |     |     |     |     |     |
| 4=   | Stig Blomqvist      | Saab                 | 20     | -   | 20  | -   | -   | -   | -   |     |     |     |     |     |     |
| 4=   | Shekhar Mehta       | Datsun               | 20     | -   | -   | -   | 20  | -   | -   |     |     |     |     |     |     |
| 7    | Timo Salonen        | Datsun               | 15     | -   | -   | -   | -   | 15  | -   |     |     |     |     |     |     |
| 7=   | Blair Robson        | Ford                 | 15     | -   | -   | -   | -   | -   | 15  |     |     |     |     |     |     |
| 9    | Harry Källström     | Datsun               | 14     | -   | -   | -   | 2   | 12  | -   |     |     |     |     |     |     |
| 10   | Ari Vatanen         | Ford                 | 13     | 1   | -   | -   | -   | -   | 12  |     |     |     |     |     |     |
| 11   | Pentti Airikkala    | Vauxhall             | 12     | -   | 12  | -   | -   | -   | -   |     |     |     |     |     |     |
| 11=  | Ove Andersson       | Toyota               | 12     | -   | -   | 12  | -   | -   | -   |     |     |     |     |     |     |
| 13   | Jean-Claude Andruet | Fiat                 | 10     | 10  | -   | -   | -   | -   | -   |     |     |     |     |     |     |
| 13=  | Andy Dawson         | Datsun               | 10     | -   | -   | 10  | -   | -   | -   |     |     |     |     |     |     |
| 13=  | Andrew Cowan        | Mercedes-Benz        | 10     | -   | -   | -   | 10  | -   | -   |     |     |     |     |     |     |
| 13=  | Jean Ragnotti       | Renault              | 10     | -   | -   | -   | -   | 10  | -   |     |     |     |     |     |     |
| 13=  | Paul Adams          | Ford                 | 10     | -   | -   | -   | -   | -   | 10  |     |     |     |     |     |     |
| 18   | Carlos Torres       | Ford                 | 8      | -   | -   | 8   | -   | -   | -   |     |     |     |     |     |     |
| 18=  | Rauno Aaltonen      | Datsun               | 8      | -   | -   | -   | 8   | -   | -   |     |     |     |     |     |     |
| 18=  | 'Iaveris'           | Ford                 | 8      | -   | -   | -   | -   | 8   | -   |     |     |     |     |     |     |
| 18=  | Shane Murland       | Vauxhall             | 8      | -   | -   | -   | -   | -   | 8   |     |     |     |     |     |     |